# ボイス トゥ R
ボイス トゥ Rは，毎週月曜〜木曜の午後4時〜7時まで生放送していたFM山形の番組。

2006年4月放送開始。2010年4月1日放送終了。

## パーソナリティー
- 月曜日　加藤漢太　山田夕美子
- 火曜日　加藤漢太　石山智子
- 水曜日　日下純　　佐藤綾香
- 木曜日　日下純　　伊藤博美

## タイムテーブル
- 16:08　ハートフルライナー
- 16:26　V－プレミアム
- 16:36　ミュージックConcierge
- 16:54　日経経済ジャーナル
- 17:00　ラジオ劇団『小さな奇跡』
- 17:20　こちらサーファー部
- 17:25　VOICE OF LOVE（火曜限定コーナー）
- 〃　　住まいる安心塾（木曜限定コーナー）
- 17:30　YamagataLivingInformation（月，水。）
- 17:34　JIVE on DRIVE
- 17:45　ポケットWeather
- 17:54　FM山形ニュース
- 18:05　山形でしあわせになろうよプロジェクト
- 18:15　WEEKLY庄内（木曜限定コーナー）
- 18:25　聴く！効く！サプリ
- 18:52　FM山形ニュース
- 18:56　エンディング

## リンク
- ボイス トゥ R